# هریسون یونگ
هریسون یونگ (انگلیسی: Harrison Young؛ ۱۳ مارس ۱۹۳۰ – ۳ ژوئیهٔ ۲۰۰۵) هنرپیشه اهل ایالات متحده آمریکا بود. از فیلم‌هایی که وی در آن نقش داشته است می‌توان به کن پارک و نجات سرباز رایان اشاره کرد.